# Bangun Sari Baru
Bangun Sari Baru is een bestuurslaag in het regentschap Deli Serdang van de provincie Noord-Sumatra, Indonesië. Bangun Sari Baru telt 10.248 inwoners (volkstelling 2010).